# Derschlag
Derschlag is een plaats en stadsdeel van de gemeente Gummersbach in de Oberbergischer Kreis in Duitsland.
Derschlag hoort bij het traditionele gebied van het Nederfrankische dialect Limburgs.
Er is een Baptistengemeente in Derschlag.
Derschlag ligt aan de Uerdinger Linie.